# Ipanema (Porto Alegre)
Pour les articles homonymes, voir Ipanema.
Ipanema est un des 79 quartiers de la ville brésilienne de Porto Alegre, capitale de l'État du Rio Grande do Sul. Il fut créé par la loi 2022 du 7 décembre 1959.

## Données Générales
- Population (2000) : 16.877 habitants
  - Hommes :  8.076
  - Femmes : 8.801
- Superficie : 3.98 km²
- Densité : 4240 hab/km²
- Nombre de foyers : 4.834

## Localisation
Quartier de la zone sud au bord du Rio Guaíba.

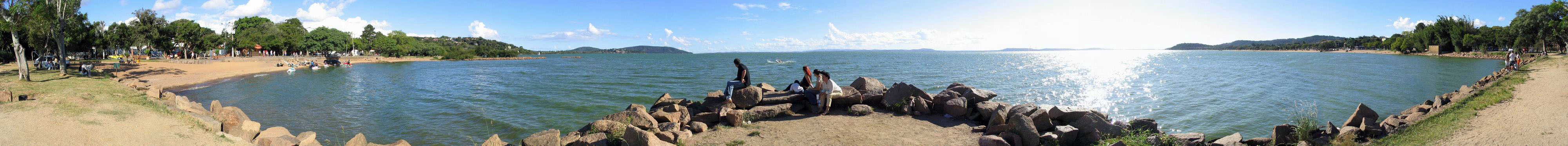
Vue panoramique de la plage de Ipanema

## Limites Actuelles
Avenue Coronel Marcos depuis son début jusqu'à la rue Miguel Leão; de là jusqu'à l'avenue Guaíba; suit les rives de la rivière jusqu'à la rue Ladislau Neto; de là jusqu'à la route Juca Batista; de là direction sud/nord jusqu'à la route de la Cavalhada et de là, selon une ligne droite jusqu'à rencontrer la frontière du quartier Camaquã, en face de la route João Salomani quartier Vila Maria puis en direction est/ouest selon une ligne droite jusqu'à la frontière des quartiers Camaquã et Tristeza, en passant la ligne géodésique de la colline de Moro do Osso jusqu'à rencontrer l'intersection de l'avenue Wenceslau Escobar et de l'avenue Cel. Marcos, point de départ.

## Histoire
L'ensemble balnéaire d'Ipanema fut inauguré par la préfecture (mairie) de Porto Alegre en 1938 avec des noms de rues donnés par Oswaldo Coufal. Avec la vente des terrains, beaucoup de familles y ont construit leurs maisons de vacances.
La ville de Rio de Janeiro fut la source d'inspiration de Oswaldo Coufal pour l'attribution des noms de rues et des plages qui souhaitait voir ce quartier devenir un haut lieu touristique.

## Aujourd'hui
Largement boisé et situé le long du Rio Guaíba, le quartier est plutôt résidentiel. Un trottoir et une piste cyclable le long de la rivière, attirent les sportifs et les résidents durant les beaux jours. Bien que polluée, sa plage fluviale est très fréquentée notamment par des personnes à faible revenu. Quelques bars ombragés et des bancs ajoutent aux côtés balnéaire du quartier.